# Cœurs printaniers
Pour plus de détails, voir Fiche technique et Distribution.
Cœurs printaniers (Glamour Boy) est un film américain en noir et blanc réalisé par Ralph Murphy, sorti en 1941.

## Synopsis
L'adolescent Tiny Barlow travaille comme barman de sodas. Par taquinerie, certains clients de son âge le surnomment  « Glamour Boy » parce qu'il a été un enfant acteur au cinéma. Tiny aimerait revenir dans le monde du cinéma. Une chance s'offre à lui : on lui demande non pas d'être acteur mais d'être le coach du petit Billy Doran, qui va tourner dans une nouvelle version du film Skippy, le film qui a rendu célèbre Tiny.
Tiny rencontre la charmante actrice et chanteuse en herbe Joan Winslow, qui pourrait remplacer la star adolescente du studio, Brenda Lee, car elle est jugée trop exigeante. Alors que Tiny et Joan commencent à s'apprécier, le patron du studio, Abel, leur ordonne de rester séparés, menaçant de licencier Tiny. Le petit Billy élabore alors un plan pour que les choses tournent en faveur des deux jeunes amoureux.

## Fiche technique
- Titre : Glamour Boy
- Titre français : Cœurs printaniers[1]
- Réalisateur : Ralph Murphy, Cecil B. DeMille (non crédité)
- Scénariste : Val Burton, F. Hugh Herbert, Bradford Ropes (en)
- Musique : Victor Young
- Photographie : Daniel L. Fapp
- Montage : William Shea
- Producteur : Sol C. Siegel
- Société de production et de distribution : Paramount Pictures
- Pays de production :  États-Unis
- Langue d'origine : anglais américain
- Format : noir et blanc — 35 mm — 1,37:1 — son : mono (Western Electric Mirrophonic Recording)
- Genre : comédie dramatique
- Durée : 79 minutes
- Dates de sortie : 
  - États-Unis : 5 décembre 1941
  - France : 13 décembre 1946 (sortie partielle)

## Distribution
- Jackie Cooper : Tiny Barlow
- Susanna Foster : Joan Winslow
- Walter Abel : Anthony J. Colder
- Darryl Hickman : Billy Doran
- Ann Gillis : Brenda Lee
- William Demarest : Papa Doran
- Jackie Searl : Georgie Clemons
- Edith Meiser (en) : Jenny Sullivan
- John Gallaudet : Mickey Fadden
- William Wright (en) : Hank Landon
- Charles D. Brown : Martin Carmichael
- Norma Varden : Mme Lee
- Kay Linaker (en) : Mme Emily Colder
- Maude Eburne : Borax Betty
- Josephine Whittell : Helga Harris
- Olive Blakeney : Mlle Treat
- Karin Booth : Helen Trent
- Trevor Bardette : le shérif